# ژمیانکی
ژمیانکی (به لهستانی:  Ziemianki) یک روستا در لهستان است که در گمینا بانگه مازورسکیه واقع شده‌است.